# Familienegoismus
Familienegoismus ist ein volkskundlicher Ausdruck für eine früher verbreitete Einstellung in der Altsiedellandschaft, dass Denken und Handeln alleine auf die eigene Familie ausgerichtet ist. Den anderen Familien wird mit dieser Einstellung großes Misstrauen entgegengebracht. Der Unterschied zum Egoismus in heutiger Zeit ist, dass es beim Familienegoismus nicht um Selbstverwirklichung oder -befreiung geht, sondern vielmehr um die verschärfte Unterordnung des einzelnen Individuums in das Familiensystem.
Im Altsiedelraum hat gemeinschaftliches Eigentum einen hohen Stellenwert. Deshalb fallen zahlreiche Gemeinschaftsarbeiten an. Der Familienegoismus wirkt sich destruktiv aus, da er die Gemeinschaft untergräbt. Im Normalfall entwickeln sich unterschiedliche Familienclans, die sich unter Umständen feindlich gegenüberstehen und auch heftig bekämpfen. Dadurch wird das Gesamtsystem blockiert und erstarrt von innen heraus. Dadurch sind keine Veränderungen mehr möglich. Es ist bis heute eine wichtige Ursache für wirtschaftliche Strukturschwächen im ländlichen Raum.